# Девон Ли
Девон Ли (англ. Devon Lee, настоящее имя — Бренди Мишель Роулинс (англ. Brandy Michelle Rawlins); род. 8 августа 1975, Линтон, Индиана) — американская порноактриса.

## Биография
Девон работала танцовщицей с 1998 года, пока не перешла в киноиндустрию. Она начала заниматься порнографией в 2005 году, в возрасте 30 лет. С тех пор она снялась более чем в 550 фильмах от престижных производств, таких как: Penthouse, Moms Bang Teen, Brazzers. В основном она работала в студиях Pink Visual, Mercenary Pictures и Pink Kitty Video.
В 2007 году она вышла замуж за порноактёра Маркуса Лондона в Лас-Вегасе, встречаясь с ним 8 месяцев. Её подружками невесты были порноактрисы Лиза Энн, Лекси Ламур и Вивиан Уэст. Ли также любит плавать, танцевать и кататься на лошадях. Она объявила себя бисексуалкой.
Девон изображается как мамаша или пума из-за её возраста и аппетита к более молодым партнёрам обоих полов.

## Награды и номинации
| Год  | Награда          | Результат | Категория                               | Работа                         |
| ---- | ---------------- | --------- | --------------------------------------- | ------------------------------ |
| 2009 | AVN Awards       | Номинация | Лучшая актриса                          | Succubus of the Rouge          |
| 2009 | AVN Awards       | Номинация | Лучшая MILF/Cougar-исполнительница года | н/д                            |
| 2013 | AVN Awards       | Номинация | Лучшая актриса второго плана            | Spartacus MMXII: The Beginning |
| 2013 | NightMoves Award | Номинация | Лучшая MILF-исполнительница года        | н/д                            |
| 2013 | XBIZ Award       | Номинация | Лучшая актриса полнометражного фильма   | Spartacus MMXII: The Beginning |
| 2013 | XBIZ Award       | Номинация | Лучшая MILF-исполнительница года        | н/д                            |